# Lillträsket (Piteå socken, Norrbotten, 727303-173977)
Lillträsket är en sjö i Piteå kommun i Norrbotten och ingår i Lillpiteälvens huvudavrinningsområde.